# Hervé Faget
Hervé Faget es un deportista francés que compitió en esgrima, especialista en la modalidad de espada.
Ganó dos medallas en el Campeonato Mundial de Esgrima, oro en 1994 y plata en 1991.

## Palmarés internacional
| Campeonato Mundial | Campeonato Mundial | Campeonato Mundial | Campeonato Mundial |
| Año                | Lugar              | Medalla            | Prueba             |
| ------------------ | ------------------ | ------------------ | ------------------ |
| 1991               | Budapest (Hungría) | Medalla de plata   | Espada por equipos |
| 1994               | Atenas (Grecia)    | Medalla de oro     | Espada por equipos |